# Arvin Moazemi
Arvin Moazemi Godarzi (em persa: آروین معظمی گودرزی), nascido a 26 de março de 1990 em Arak, é um ciclista iraniano.

## Palmarés

### Estrada
| 2009 - 1 etapa do Tour de Milad du Nour 2010 - 3º no Campeonato do Irão em Estrada 2013 - 2º no Campeonato Asiático em Estrada 2015 - Tour de Singkarak - 3º no Campeonato do Irão em Estrada - 3º no Campeonato do Irão Contrarrelógio | 2016 - Campeonato do Irão Contrarrelógio - 2º no Campeonato do Irão em Estrada - Jelajah Malaysia, mais 1 etapa - Tour de Fuzhou, mais 1 etapa 2017 - 1 etapa do Tour de Flores - 1 etapa do Tour de Ijen 2018 - 3º no Campeonato Asiático Contrarrelógio |

### Pista
2009
- 2º no Campeonato Asiático em perseguição por equipas

2015
- 2º no Campeonato Asiático em Madison